# 요하네스 폰 가이셀

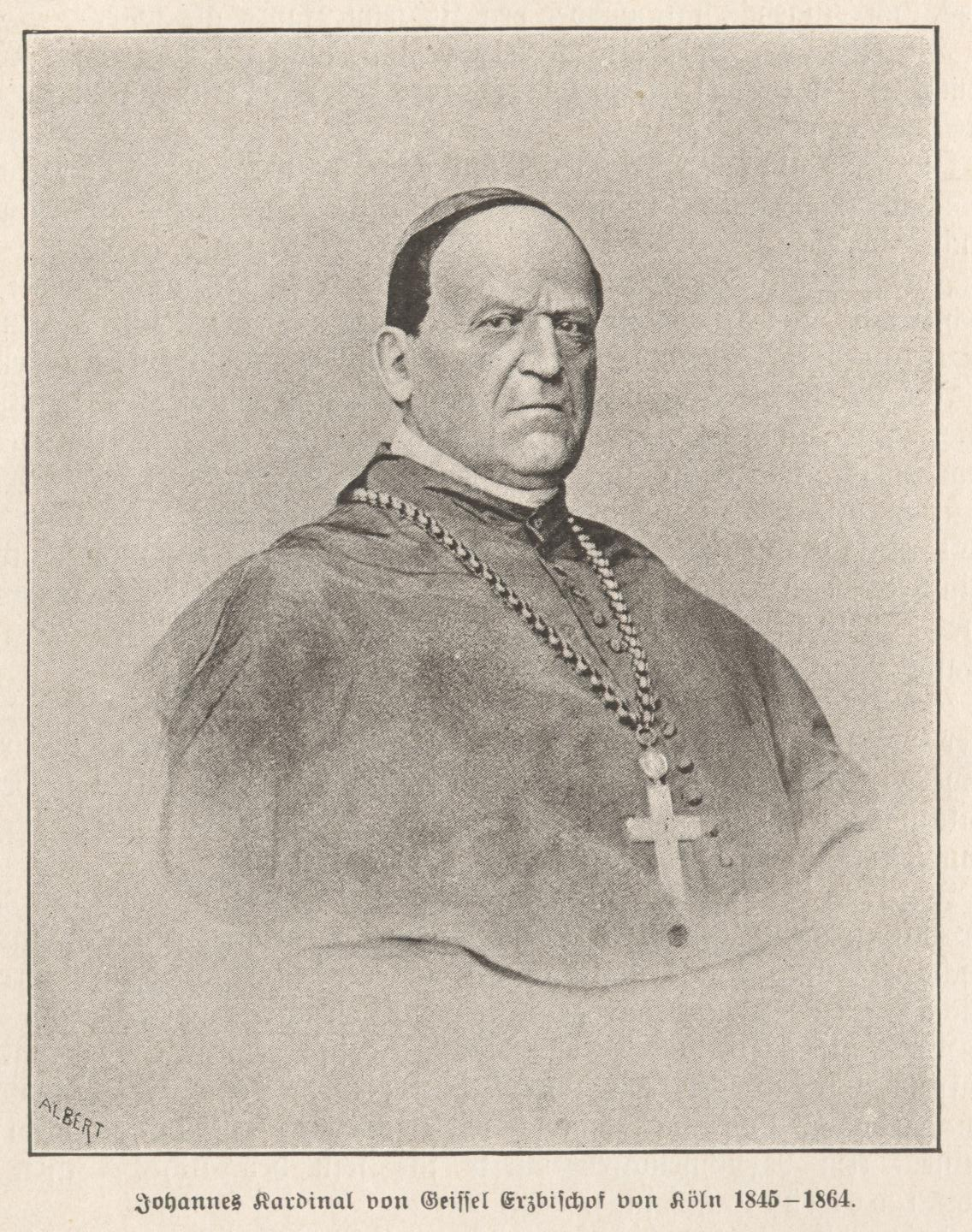
요하네스 폰 가이셀

요하네스 폰 가이셀 (Johannes von Geissel, 1796년 2월 5일 ~ 1864년 9월 8일 쾰른)은 독일의 추기경이자 쾰른의 대주교(1845년 ~ 1864년)였다.